# Ferdinand Raimund
Ferdinand Raimund (1. června 1790 Vídeň – 5. září 1836 Pottenstein, obojí Rakousko), vlastním jménem Ferdinand Jakob Raimann, byl rakouský dramatik a herec. Společně s Johannem Nestroyem byl vůdčím představitelem Alt-Wiener Volkstheater. Hrál v divadlech Theater in der Josefstadt a Leopoldstädter Theater, kde byl také režisérem. Jeho tchánem byl spisovatel Josef Alois Gleich. Nejznámějším Raimundovým dílem je romantická báchorka Alpský král a nelida (v originále Der Alpenkönig und der Menschenfeind).
Trpěl silnými depresemi a když ho v srpnu 1836 v Pernitzu kousl pes, kvůli možné nákaze vzteklinou propadl panice a zastřelil se.
Je po něm pojmenováno divadlo Raimundtheater ve vídeňském obvodu Mariahilf. V roce 1942 byl o jeho životě natočen film Brüderlein fein. Raimundův portrét byl na padesátišilinkové bankovce.

## Fotogalerie

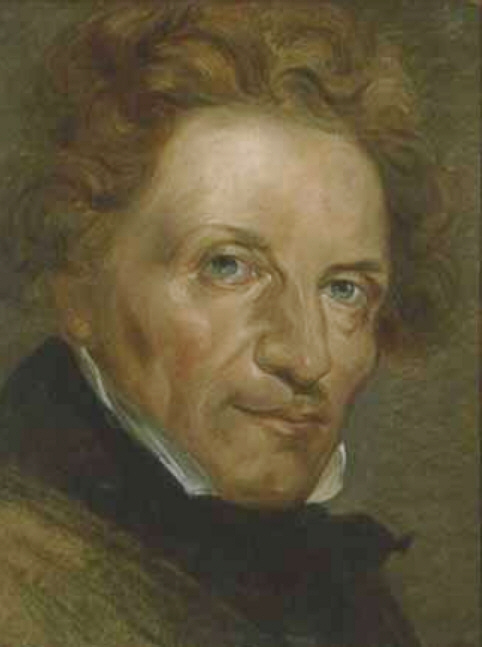
Ferdinand Raimund
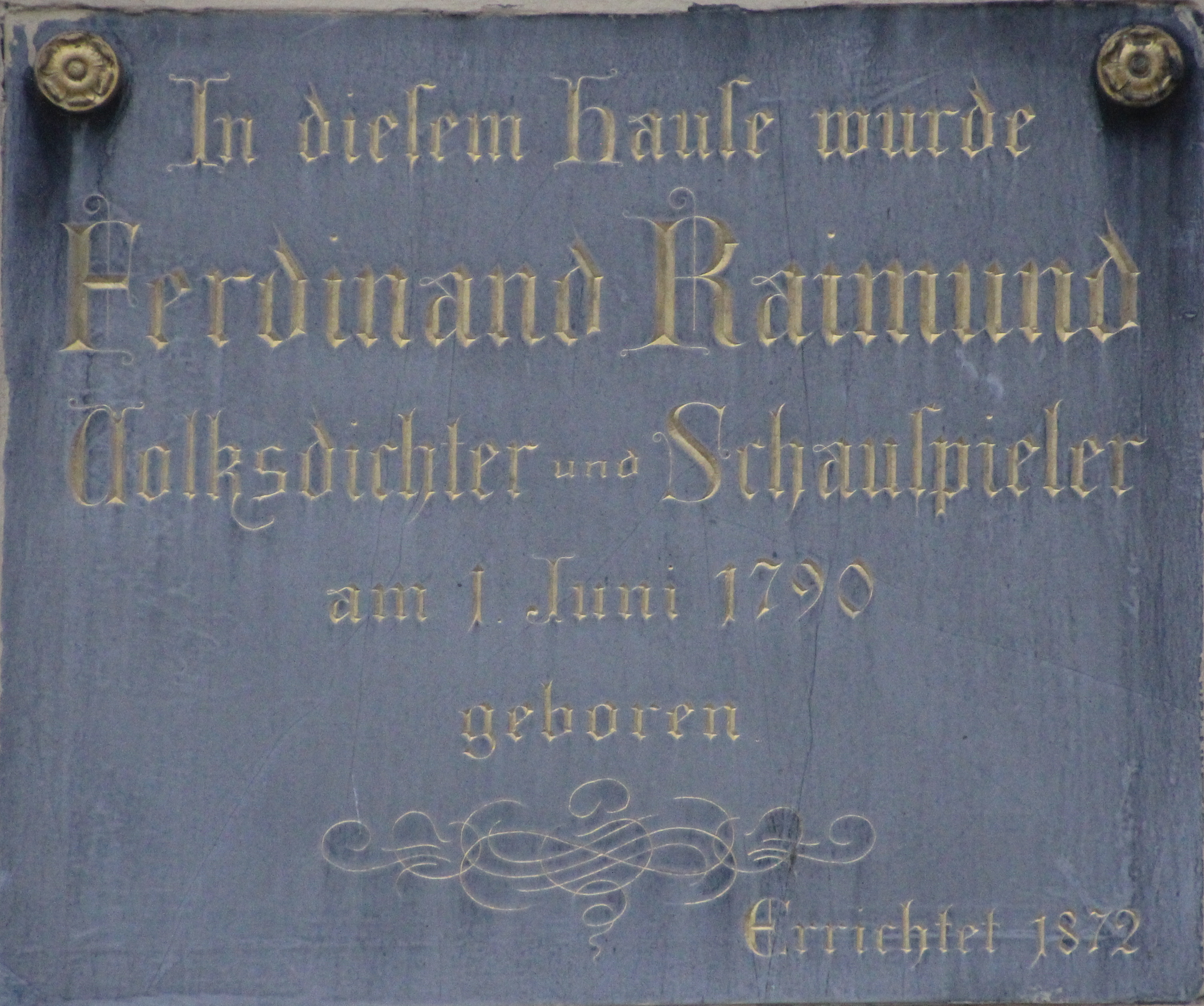
Pamětní tabule na rodném domě Ferdinanda Raimunda (Mariahilferstrasse 45, Vídeň)
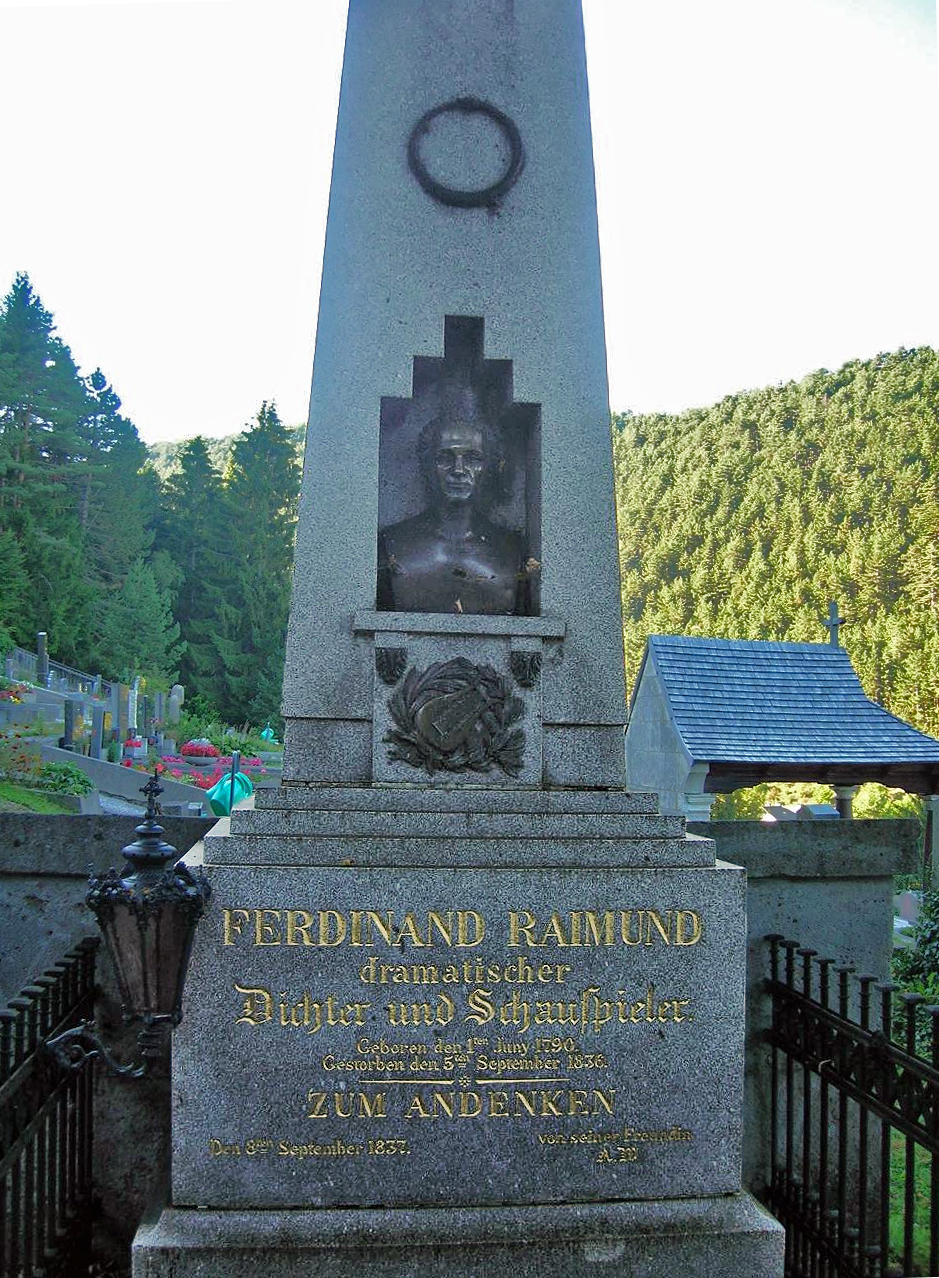
Raimundův hrob v rakouském Gutensteinu
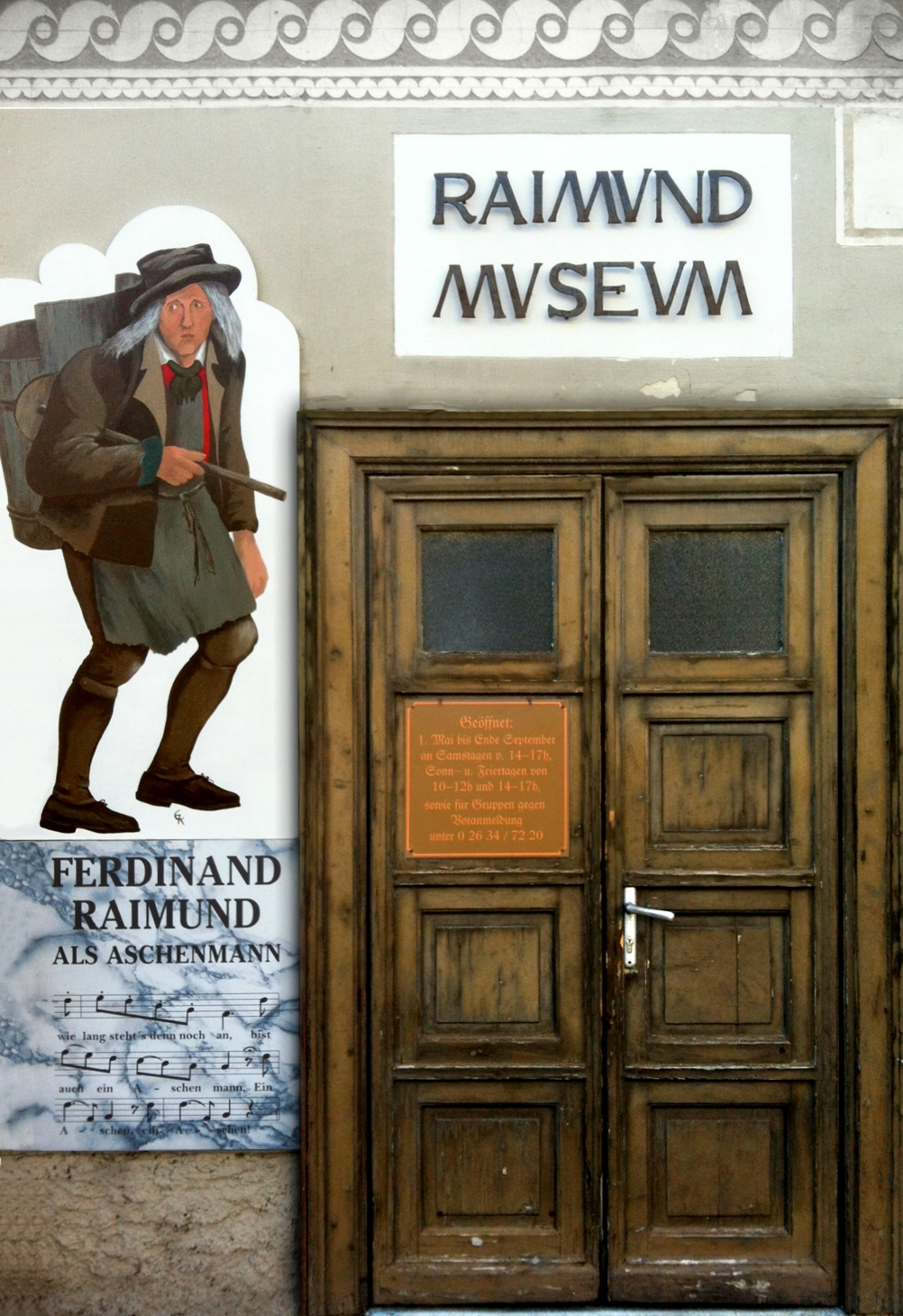
Raimundovo muzeum v Gutensteinu (Hauptstraße 21)